# Wassili Alexandrowitsch Juschkewitsch

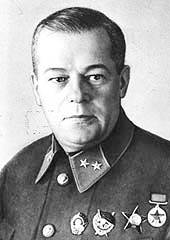
Wassili Alexandrowitsch Juschkewitsch

Wassili Alexandrowitsch Juschkewitsch (russisch: Василий Александрович Юшкевич, * 16. Februarjul. / 28. Februar 1897greg. in Wilna, Russisches Kaiserreich; † 15. März 1951 in Moskau) war ein sowjetischer Generaloberst.
Juschkewitsch kämpfte im Ersten Weltkrieg für Russland, im Russischen Bürgerkrieg für die Bolschewiki, im Spanischen Bürgerkrieg für die Republikaner und im Zweiten Weltkrieg für die Sowjetunion.

## Leben
Im Jahr 1915 absolvierte er die 6. Klasse einer Handelsschule und wurde in die zaristische Armee eingezogen. Im September 1915 wurde er an die Wilnaer Militärschule geschickt, die infolge des Ersten Weltkrieges nach Poltawa evakuiert wurde, wo er als Fähnrich den beschleunigten Kurs absolvierte. Als aktiver Offizier befehligte er 1917 an der Südwestfront zunächst einen Zug und zuletzt im Rang eines Leutnants eine Kompanie. 1919 trat er in die Rote Armee ein und wurde auch Mitglied der KPR(B). Er nahm an der Südfront zunächst als Kompaniechef, dann als Bataillonskommandeur und zuletzt als Chef einer Sondereinheit an den Kämpfen gegen die Weißgardisten unter General Wrangel teil. Er beendete die Schlussphase des Russischen Bürgerkrieges als Kommandeur des 9. Regiments der 3. Kasaner Schützendivision, wobei er sich bei der Bekämpfung der Banden in den Bergen von Aluschta bewährte.
Zwischen 1922 und 1928 war er Kommandeur eines Schützenregiments und danach stellvertretender Kommandant einer Division. Im Jahr 1926 und 1928 war er zweimal Absolvent der Fortbildungskurse für höhere Offiziere an der Frunse-Militärakademie und 1929 wurde er Lehrer am Tolmatschow-Lehrinstitut der Roten Armee. Seit 1930 war er Kommandeur der 100. Schützendivision, 1935 erhielt er den Rang des Divisionskommandeurs und 1936 übernahm er das Kommando über das 13. Schützenkorps. Während des Spanischen Bürgerkrieges (1936–1939) nahm er als Militärberater der republikanischen Regierung an der Belagerung von Madrid teil. Für einen erfolgreichen Abschluss eines Kampfeinsatzes wurde er mit einem Leninorden ausgezeichnet. Nach seiner Rückkehr in die UdSSR wurde er infolge der Säuberungswelle am  8. August 1938 verhaftet, befand sich mehr als ein Jahr in Untersuchungshaft und kam erst am 29. November 1939 wieder frei. Seit 1940 war er Oberinspektor, dann Leiter der Direktion für Kampfausbildung der Roten Armee.
Vom 14. März bis zum 11. September 1941 war er als Divisionskommandeur Befehlshaber des 44. Schützenkorps des Westlichen Militärbezirks. In der Anfangszeit des Vaterländischen Krieges konnte er sich mit seiner Kampferfahrung schnell bewähren. Die Truppen seines Korps führten im Juli 1941 als Teil der 13. Armee aus den Raum Minsk schwere Rückzugskämpfe mit Teilen der deutschen Panzergruppe 2, die in Richtung Smolensk vordrängte. Der Rückzug erfolgte bei Borissow über die Beresina nach Süden, und dann auch über den Dnjepr. Als Teil der 19. Armee nahmen Teile seines Korps an der Kesselschlacht bei Smolensk teil, wobei zeitweilig die Stadt Jarzewo zurückerobert werden konnte, wofür Juschkewitsch am 8. Juli 1941 zum Generalmajor ernannt wurde.
Ab August 1941 war er Kommandeur der 22. Armee am rechten Flügel der Westfront, die im Raum Toropez hartnäckige Abwehrkämpfe nach Ostaschkow führte und infolge des Durchbruchmanövers der deutschen Truppen nach Rschew, abgeschnitten wurde.
Seit Oktober 1941 war Juschkewitsch Kommandeur der 31. Armee der Kalininer Front, die am Beginn der Gegenoffensive bei Moskau - an der Kalininer Offensivoperation teilnahm und die Stadt Kalinin freikämpfen konnte. Bei der Fortsetzung der Offensive auf Rschew erreichten die Armeetruppen Ende Dezember die Wolga im Gebiet nordöstlich von Subzow. Von Januar bis März 1942 kämpften die Truppen dann in der Rschew-Wjasmaer Operation und Juschkewitsch wurde am 2. März 1942 zum Generalleutnant ernannt.
Seit April 1942 war Juschkewitsch erneut Kommandeur der 22. Armee der Kalininer Front, welche mit dem deutschen XXIII. Armeekorps im Raum nördlich der Stadt Wjasma um die Stadt Bely kämpfte. Im Sommer und Herbst 1942 hielt die 31. Armee die Linie südwestlich der Stadt Rschew fest, um die Offensive der Hauptkräfte der Kalininer Front sicherzustellen. Im März 1943 nahmen die Armeetruppen an der Rückeroberung des von der deutschen 9. Armee aufgegebenen Rschewer Frontbogens teil. Seit April 1943 führte die Armee als Teil der Nordwestfront (ab 13. Oktober - Baltische, vom 20. Oktober - die 2. Baltische Front) Verteidigungskämpfe entlang des Ostufers des Flusses Lowat, sowie im Raum Cholm und Welikije Luki.
Im Januar–Februar 1944 nahmen die Armeetruppen an der Leningrad-Nowgoroder Operation teil, wobei der Angriff in Richtung Idritza erfolgte. Wassili Juschkewitsch wurde am 5. April 1944 im Rahmen der 2. Baltischen Front, Kommandeur der 3. Stoßarmee, die an der Reschiza-Dünaburger der Madona- und Rigaer Operation teilnahm. Als Teil der Hauptschlagkraft der Front befreiten die Truppen die Städte Sebesch und Rēzekne. Für die geschickte Führung seiner Armee wurde Juschkewitsch mit dem Suworow-Orden 1. Klasse ausgezeichnet. Wegen Krankheit wurde Juschkewitsch im August 1944 vom Posten des Armeekommandanten entbunden und im Oktober 1944 zum Kommandeur des Militärbezirks Odessa ernannt. Durch das Dekret des Rates der Volkskommissare der UdSSR Nr. 1683 wurde ihm am 11. Juli 1945 der Rang eines Generalobersten verliehen. Im Juli 1946 wurde er zum Kommandeur des Wolga-Militärbezirks versetzt. Seit 1950 stand er zur Verfügung des Verteidigungsministers der UdSSR. Er starb 1951 in Moskau und wurde auf dem Nowodewitschi-Friedhof beigesetzt.

### Auszeichnungen
- 2 Leninorden (1938, 21. Februar 1945)
- 4 Rotbannerorden (21. März 1942, 5. Mai 1942, 3. November 1944, 20. Juni 1949)
- Suworow-Orden 1. Klasse (30. Juli 1944)
- Kutusoworden 1. Klasse (29. Juni 1945)